# Valerija Koblova
Valerija Sergeevna Koblova, nata Žolobova (in russo Валерия Сергеевна Коблова (Жолобова)?; 9 ottobre 1992), è una lottatrice russa.

## Palmarès

### Olimpiadi
- 1 medaglia:
  - 1 argento (Rio de Janeiro 2016 nei 58 kg)

### Mondiali
- 1 medaglia:
  - 1 argento (Tashkent 2014 nei 58 kg)

### Coppa del Mondo
- 1 medaglia:
  - 1 argento (San Pietroburgo 2015 nei 58 kg)